# Hamdine Sabahi
Hamdine Sabahi (en arabe : حمدين صباحى), né le 5 juillet 1954 à Baltim, est un journaliste, poète et homme politique égyptien.

## Biographie
Son opposition de longue date aux régimes de Sadate et de Moubarak lui doivent 17 séjours en prison durant leurs présidences successives. Dissident bien connu, Sabahi souscrit au nassérisme et fonde le Parti de la Dignité en 1996.
Chef du Parti du courant populaire et co-dirigeant du Front du salut national, il appuie rapidement la révolution égyptienne de 2011 et se porte candidat à l'élection présidentielle de 2012, où il arrive troisième. Une des quelques personnalités politiques laïques qui n'est associée d'aucune manière au régime Moubarak, il reçoit l'appui de plusieurs personnalités nasséristes. Il fait campagne avec le slogan « Un de chez nous » qui met en exergue ses liens avec la classe ouvrière et ses aspirations socialistes.
Il se présente de nouveau à l'élection présidentielle en mai 2014. Il perd face au maréchal Abdel Fattah al-Sissi qui remporte plus de 96 % des voix, dans un scrutin qualifié de « farce » par plusieurs organisations de défense des droits humains.
Le 21 janvier 2018, il annonce son soutien à la candidature de Khaled Ali pour l'élection présidentielle égyptienne de 2018. Celui-ci retire néanmoins sa candidature le 24 janvier 2018. Sabahi appelle alors à boycotter le scrutin, estimant qu'il s'agit d'une « mascarade », « qu’il n'y a aucune garantie pour un scrutin libre », puis accuse Sissi d'avoir « conduit le pays dans une impasse en raison de son arrogance et de sa volonté de réprimer toute opinion contraire ». Plusieurs personnalités ayant annoncé leurs candidature, dont Ahmed Chafik et Sami Anan, ont été soit intimidés ou incarcérés,.